# Luís Carlos de Faria Leal
Luís Carlos de Faria Leal CvC • OC • ComC foi um dos fundadores e presidente do Grupo Sport Benfica, depois Sport Clube de Benfica, no período de 1906 a 1908.

## Biografia
Presidiu aos destinos do Grupo Sport Benfica, por força da desistência do anterior presidente José Duarte, que, inadvertidamente, tinha comprado uma cautela de lotaria, no valor de três vinténs, sem que do facto tivesse dado conhecimento aos seus parceiros de direcção... E foi no seu mandato, quando se preparava a fusão, que o problema do campo de jogos conheceu uma primeira solução, com o arrendamento da Feiteira.
O GSB, mais tarde Sport Clube de Benfica, desenvolveu um bom trabalho na dinamização de outras modalidades, para além do futebol, em especial o atletismo, com o célebre Francisco Lázaro e o ciclismo. Luís Faria Leal incorporou a roda no emblema do clube e redigiu os primeiros estatutos.
Major do Exército, foi feito Cavaleiro da Ordem Militar de Nosso Senhor Jesus Cristo a 28 de Junho de 1919 e elevado a Oficial da mesma Ordem a 5 de Fevereiro de 1922 e a Comendador a 15 de Outubro de 1923.
Na qualidade de sócio n.º 1 desfilou, em representação dos sócios, na inauguração do estádio da Luz, a 1 de Dezembro de 1954.